# Рислинг
Ри́слинг (нем. Riesling) — технический (винный) сорт винограда, используемый для производства белых вин. Благодаря выраженной кислотности полусладкие и сладкие ви́на из рислинга пригодны к длительной выдержке (хранению). Один из международных сортов, которые возделываются во всех винодельческих странах мира. Наиболее распространён в Эльзасе, Германии, Австрии и Австралии.

## История и распространение
Последние генетические исследования показали, что рислинг произошёл в результате естественного скрещивания Гуэ блан с неизвестным сортом (который обычно считается потомком траминера). Точно такое же происхождение имеет эльблинг, с которым рислинг на протяжении нескольких столетий конкурировал в Рейнском винодельческом регионе.
Сорт впервые упоминается в XV веке в долинах Рейна (Рюссельсхайм 1435, Бинген 1463) и Мозеля (1464/1465). В 1435 году управляющий графа Катценельнбогена заложил у южной стены замка Рюссельсхайм новые посадки винограда. Саженцы для этой посадки он купил за 22 шиллинга.
В 1787 году последний трирский курфюрст запретил высадку в своих владениях иных лоз, нежели рислинг, что привело к преобладанию этого сорта на берегах Мозеля.
В винодельческом хозяйстве Йоганнисберг, одном из старейших в Центральной Европе, рислинг стал преобладающим сортом ещё в XVIII веке; часть лоз, высаженных по указанию архиепископа Фульды, плодоносит до сих пор. Долгое время это был единственный сорт, используемый для получения ледяного вина.
Рислинг меньше других сортов пострадал от эпидемии филлоксеры, так как часто выращивается на кремнистых сланцах, которых вредитель избегает. Соответственно, производители рислинга, сохранившие старые виноградники, оказались в выигрышном положении после эпидемии, когда виноградники Бургундии и Бордо были засажены молодыми лозами, а качество производимых вин на время упало.
Международная популярность эльзасского и рейнского рислинга достигла пика на рубеже XIX и XX веков: по репутации и ценам эти белые вина не уступали элитным красным винам Бургундии и Бордо. Борис Пастернак в книге 1917 года сравнивал рислинг с утренней росой.
Рислинг особенно распространён в Рейнгау (которое считается его «колыбелью») и вообще в Германии (20 627 га, 1 615 000 гектолитров), Австрии (1640 га), Франции (3400 га), Люксембурге (1350 га), Молдавии (2400 га), а также в Австралии (3750 га) и Новой Зеландии (580 га).
Росту посадок способствует то обстоятельство, что по состоянию на 2016 год  бутылка вина из рислинга  в среднем стоит дороже бутылки белого вина, произведённого из иных сортов. В период с 1999 по 2009 годы виноградники, занятые рислингом в Австрии, увеличили свою площадь на 23 %. В XXI веке рислинг начал теснить грюнер-вельтлинер даже в долине Вахау.

## Ботаническое описание
Коронка молодого побега покрыта негустым войлочным опушением, молодые листья светло-зелёные с бронзовым оттенком.
Однолетний побег светло-коричневый с более тёмными узлами.

Зрелые листья средней величины, округлые, средне- и глубокорассечённые, с 3 или 5 лопастями, складчато-воронковидные, поверхность листа морщинистая. Верхние вырезы средней глубины, закрытые, с овальным просветом или открытые, лировидные; нижние вырезы мелкие, открытые. Черешковая выемка открытая, лировидная или закрытая, с узкоэллиптическим просветом. Концевые зубцы треугольные; краевые зубчики широкоугольные, почти куполовидные. На нижней поверхности листа паутинистое опушение с редкими щетинками на жилках. Осенняя окраска листьев жёлтая. 
Цветки обоеполые.

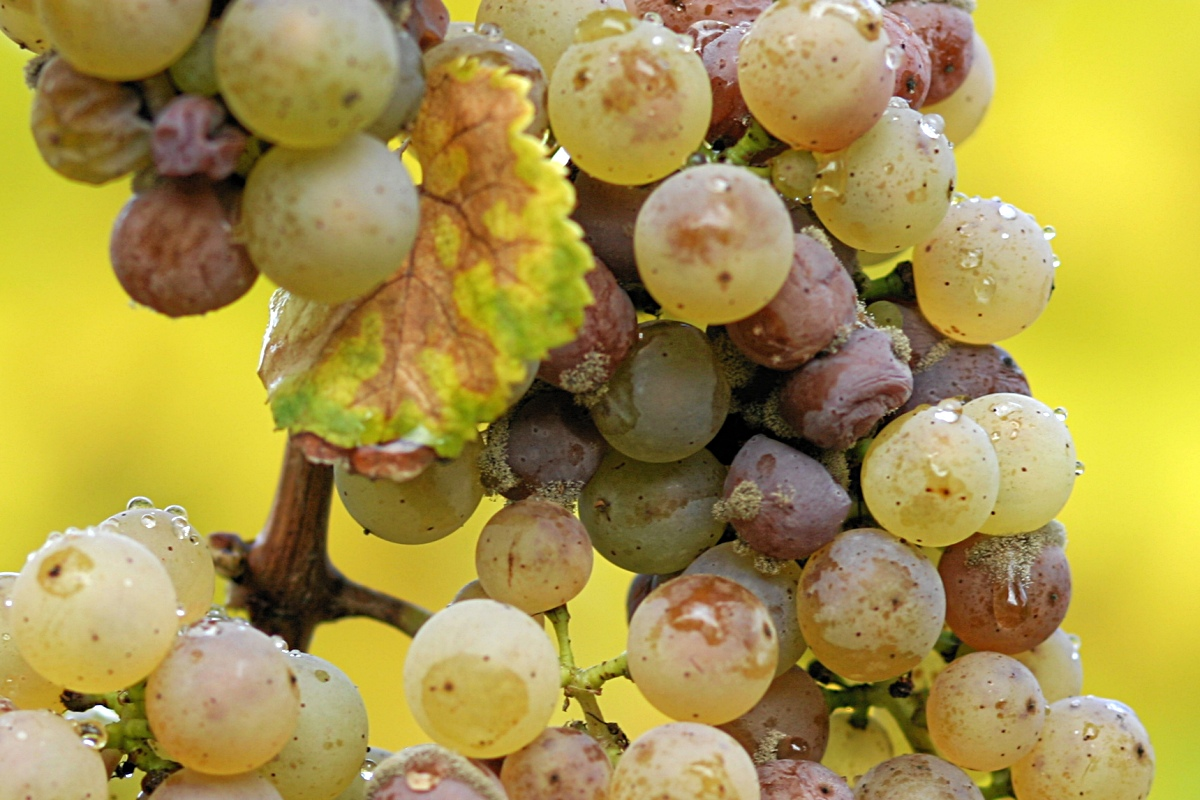
Гроздь рислинга, поражённая «благородной гнилью»

Грозди мелкие и средние; цилиндрические или цилиндроконические, иногда с крыльями; плотные и рыхлые, ножка грозди короткая. Ягоды средней величины, округлые, зеленовато-белого цвета с желтоватым оттенком и редкими небольшими тёмно-коричныевыми точками. Кожица тонкая и прочная, мякоть сочная.

## Сельскохозяйственные свойства
Сорт может адаптироваться к очень различным почвам; наибольшей силы достигает на плодородной почве при доступности большого количества влаги. Благоприятны для рислинга покатые склоны с известьсодержащими почвами.
Урожайность сорта относительно невысокая и зависит от климатических условий и особенностей выращивания. Большие урожаи на богатых почвах могут приводить к снижению качества вина.
Период созревания средний; сорт образует завязи довольно поздно, но вызревает раньше многих прочих международных сортов. Для поддержания на оптимальном уровне кислотности и экстрактивности и получения качественного вина рислингу необходимо долгое, медленное созревание, что возможно в прохладных регионах.
Рислинг неустойчив ко многим заболеваниям (оидиум, бактериальный рак, серая гниль) и вредителям (филлоксера, гроздевая листовёртка), но более устойчив к мильдью, чем многие другие сорта. Уязвимость сорта к Botrytis cinerea играет большую роль в виноделии — этот гриб является возбудителем как вредной серой гнили, так и «благородной гнили», способствующей увеличению содержания сахара в ягодах и получению высококачественного вина с особым ароматом.
Зимостойкость выше, чем у других укрывных сортов винограда; за счёт сравнительно позднего распускания глазков рислинг меньше повреждается весенними заморозками. Сорт склонен к горошению ягод, осыпанию цветков и завязи.

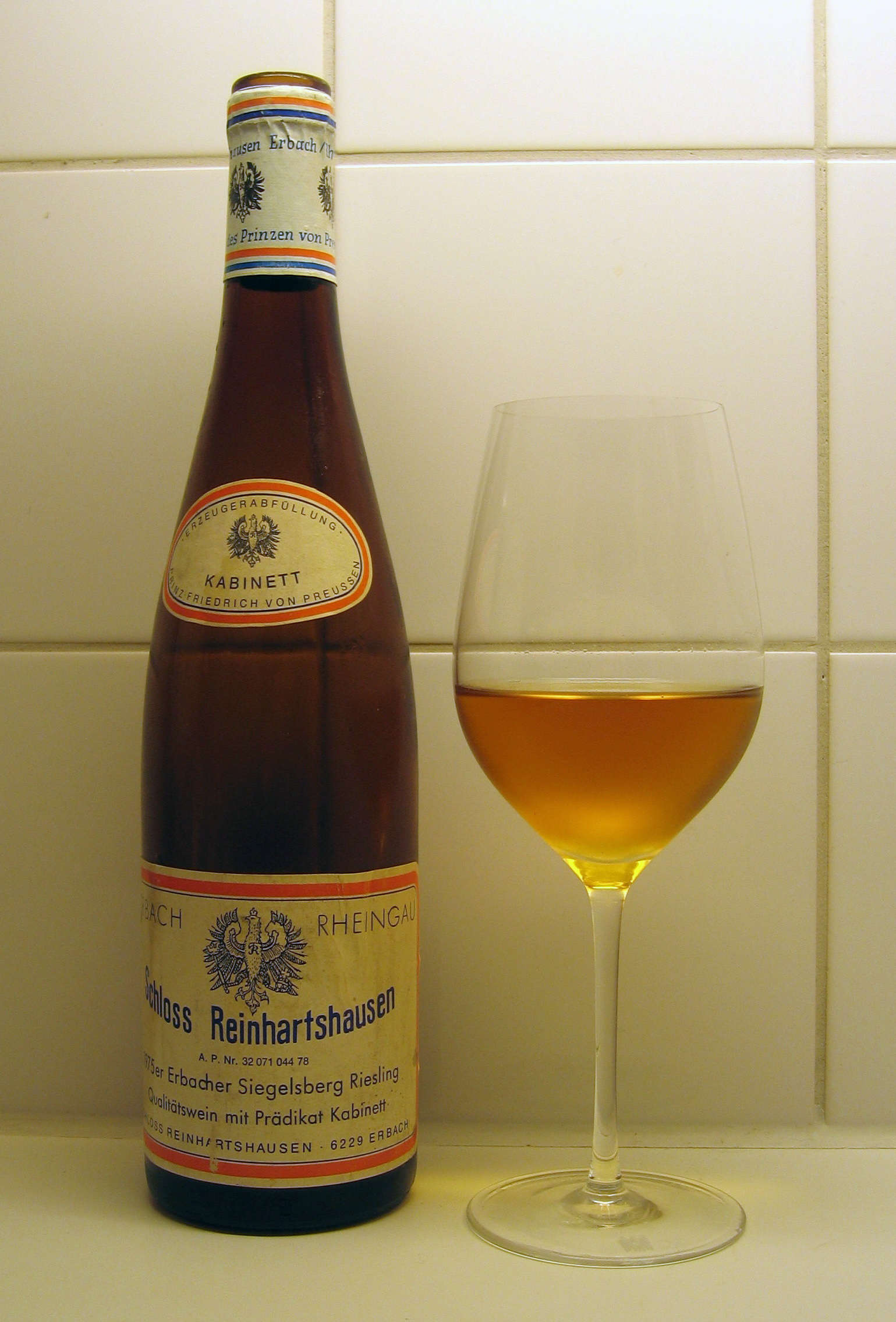
Рислинг 32-летней выдержки

## Органолептические свойства
Сорт используется для производства вин с широким диапазоном содержания сахара — от очень сухих до очень сладких; во всех случаях кислотность вина высокая. Аромат вина сильный, с оттенками цитрусовых, яблока, дюшеса, луговых цветов, мёда и минералов; он значительно зависит от особенностей терруара. Вина отличаются высокой способностью к старению и по этому показателю выигрывают у вин из гевюрцтраминера (которые, с другой стороны, превосходят вина из рислинга интенсивностью ароматики). С возрастом в аромате проявляется характерный минеральный оттенок (который сравнивают с бензином, керосином или нефтью) и усиливается медовый тон.

## Рекорды
В Центральной Европе коллекционные сладкие и полусладкие вина на основе рислинга реализуются не через магазины, а через немецкие винные аукционы. Самый дорогой рислинг (а в отдельные годы — и самое дорогое белое вино в мире) производит винодельня Эгона Мюллера из Мозельского винодельческого региона (Вильтинген), основанная его предком в 1797 году. В феврале 2023 года средняя цена бутылки вина позднего урожая категории Trockenbeerenauslese с вильтингенского виноградника Шварцхоф составляла $16,5 тыс. (из белых вин уступая по цене только нескольким бургундским сухим винам из Монраше).